# ۱۰۲۹ (میلادی)
سال ۱۰۲۹ (MXXIX) هزار و بیست و نهمین سال گاه‌شماری ژولینی است.

## رویدادها
- شاهزاده پاندولف چهارم کاپوا فرمانروای دفاکتو در جنوب ایتالیا شد
- دوک برتیسلاو یکم (آشیل بوهمی) از دودمان پرمیسل، موراویا را از لهستان دوباره تسخیر کرد (تاریخ تقریبی).
- مرکز اسقفی به ناومبورگ (زاکسن-آنهالت) منتقل شد

## زادگان
- ۲۰ ژانویه – آلپ ارسلان, سلطان امپراتوری سلجوقی (مرگ در ۱۰۷۲)[۱]
- ۵ ژوئیه – معاذ مستنصر, خلیفهٔ خلافت فاطمیان (مرگ در ۱۰۹۴)
- ابراهیم زرقالی, منجم و ستاره‌شناس عرب (مرگ در ۱۰۸۷)
- الحمیدی, محقق و نویسندهٔ اندولسی (مرگ در ۱۰۹۵ )
- کلمنت سوم, آنتی پاپ کلیسای کاتولیک (تاریخ تقریبی)
- کائوروکو همسر ملکهٔ ژاپنی (مرگ در ۱۰۹۳ )
- صاعد اندلسی, ریاضی‌دان و ستاره شناس موروی (مرگ در ۱۰۷۰ )
- اولریخ راهب بزرگ و قدیس آلمانی (مرگ در ۱۰۹۳ )

## مرگ‌ها
- ۲۰ ژانویه – امپراتریس چونچو, ملکهٔ کره‌ای و نایب‌السلطنه (زادهٔ ۹۶۴)
- ابوبکر کرجی, ریاضی‌دان و مهندس ایرانی (تاریخ تقریبی)
- کوشیار گیلانی, جغرافی‌دان و ریاضی‌دان ایرانی (زادهٔ ۹۷۱)
- صالح بن مرداس, بنیان‌گذار عرب پادشاهی مرداسیان